# Эллис, Дайан
Да́йан Э́ллис (англ. Diane Ellis; 20 декабря 1909, Лос-Анджелес, Калифорния, США — 15 декабря 1930, Мадрас, Индия) — американская актриса

.

## Биография и карьера
Уроженка Лос-Анджелеса, штат Калифорния, Эллис работала секретарём в «Бюро по исследованию кино», а затем получила роль в первом из 10 фильмов, которые составили её короткую актёрскую карьеру. В 1927 году она дебютировала в кино для Fox Film Corporation, под именем «Дион Эллис», в «Зат так ли?». В том же году, за этим фильмом, последовала одна из главных ролей с Луиз Фазенда в «Похитителях колыбели». Затем Эллис сыграла романтическую роль в вестерне «Цепная молния» (1927) вместе с Баком Джонсом; после появления ещё в четырёх других фильмах, она сыграла второстепенную роль в фильме «Счастье впереди» (1928), в котором снимались популярные актрисы Коллин Мур и Лилиан Тэшман.
Ближайший к последнему фильму Эллис, «Высокое напряжение» (1929), имел кассовый успех и стал её первой полной говорящей картиной. Этот фильм также известен как первый «говорящий» в карьере Кэрол Ломбард. Последняя актёрская работа Эллис состоялась в «Смехе» (1930), которая стала самой большой ролью в её карьере, в которой она фигурировала в романтическом треугольнике вместе с Фредриком Марчем и Нэнси Кэрролл. «Смех» получил признание критиков, а Марч позже назвал его одним из своих любимых фильмов.
14 октября 1930 года Эллис вышла замуж за «состоятельного Нью-Йоркца» Стивена Колдуэлла Миллета-младшего в Париже, Франция. Всего два месяца спустя, во время продолжительного медового месяца пары в Индии, она заболела инфекцией и умерла неделю спустя в Мадрасе (ныне Ченнаи).

## Фильмография
| Год  |     | Русское название    | Оригинальное название | Роль                    |
| ---- | --- | ------------------- | --------------------- | ----------------------- |
| 1927 | ф   | Зат так ли?         | Is Zat So?            | Флоренс Хэнли           |
| 1927 | ф   | Похитители колыбели | Cradle Snatchers      | Энн Холл                |
| 1927 | ф   | Оплачено на любовь  | Paid to Love          | Туристка                |
| 1927 | ф   | Цепная молния       | Chain Lightning       | Глори Джексон           |
| 1927 | ф   | Крюк и лестница №9  | Hook and Ladder No. 9 | Мэри Смит               |
| 1928 | кор | Любовь — блондинка  | Love Is Blonde        |                         |
| 1928 | ф   | Счастье впереди     | Happiness Ahead       | Эдна, приятельница Мэри |
| 1929 | ф   | Морской пехотинец   | The Leatherneck       | Таня                    |
| 1929 | ф   | Высокое напряжение  | High Voltage          | Ребёнок                 |
| 1930 | ф   | Смех                | Laughter              | Марджори Гибсон         |